# Maison Čitaković à Gornji Mušić
La maison Čitaković à Gornji Mušić (en serbe cyrillique : Кућа Читаковића у селу Горњи Мушић ; en serbe latin : Kuća Čitakovića u Gornjem Mušiću) se trouve à Gornji Mušić, dans la municipalité de Mionica et dans le district de Kolubara en Serbie. Elle est inscrite sur la liste des monuments culturels protégés de la république de Serbie (identifiant no SK 1607),,,.

## Présentation
La maison de la famille Čitaković est liée à deux personnalités importantes du Premier soulèvement serbe contre les Ottomans conduit par Karađorđe (Karageorges) : Jovan Čitaković et son fils Petar. Cette maison est l'une des plus anciennes de la région de Mionica.
Elle mesure 11,20 m sur 10,89 m et le fait qu'elle possède deux entrées laisse penser qu'à l'origine elle était constituée de deux parties. Elle est composée d'un sous-sol en pierres en deux parties sur lequel s'élèvent des murs construits avec de massives poutres en bois et elle est recouverte d'un toit en tuiles à quatre pans.
Caractéristique de l'architecture vernaculaire de la première moitié du XIXe siècle dans la région de la Kolubara, la maison a aujourd'hui disparu.